# Törpehangarózsa
A törpehangarózsa vagy törpe havasi rózsa (Rhodothamnus chamaecistus) a hangavirágúak (Ericales) rendjébe, a hangafélék (Ericaceae) családjába tartozó növényfaj. Vadmirtusznak is nevezik. A Keleti-Alpok (Ausztria, Németország, Szlovénia, Olaszország területén) száraz, sziklás lejtőin, törmelékes hegyoldalain 500–2100 m magasságig elterjedt, lassú növekedésű cserje.

## Jellemzése
Örökzöld törpecserje, 40 cm magasra nő meg, ágai lazán elágaznak. Felálló hajtásai mirigyszőrösek. 7–10 cm hosszú, elliptikus vagy lándzsás levelei ép szélűek vagy kissé fűrészesek, szőrtelenek, fehér sertepillákkal, felül fényes sötétzöldek. Az előző évi hajtások végén 1-3 tagú, levélhónalji fürtökben állnak a világos rózsaszín, sugaras szimmetriájú virágok. A csésze és a párta is öttagú. A 4–6 mm hosszú csészecimpák tövükön összeforrtak, hosszúkás-lándzsásak. A kerék alakú párta 2–3 cm átmérőjű, a mélyen behasított cimpákkal, rövid pártacsővel. A 10 porzó kb. 12 mm hosszú. A magház felső állású, 5 rekeszű. A termés gömbölyű, sokmagvú toktermés, a magokra a héj erősen rátapad.